# Jong Yong-song
Jong Yong-song est un entraîneur nord-coréen de football. Il dirige brièvement la sélection de Corée du Nord en 1985.

## Biographie
En janvier 1985, Jong est choisi par les cadres dirigeants de la fédération pour en devenir le sélectionneur. Après une mise en sommeil de deux saisons, en 1983 et 1984, la Corée du Nord s'inscrit dans les éliminatoires pour la Coupe du monde 1986 organisée par le Mexique. Versés dans le groupe 8, en compagnie du Japon et de Singapour, il entame son mandat de sélectionneur par un laborieux match nul 1-1 à Singapour le 19 janvier 1985. Dans leur double confrontation avec le Japon, les Nord-Coréens s'inclinent 1-0 à Tokyo (but de Hiromi Hara) avant de concéder un nul sans but au Stade Kim Il-sung. Leur seule victoire dans la poule a lieu lors du dernier match, remporté deux buts à zéro contre Singapour. La Corée du Nord se classe deuxième, derrière les Japonais qui poursuivent leur route dans ces éliminatoires.
À la suite de cet échec, la fédération rappelle l'une des légendes du football nord-coréen en la personne de Pak Doo-ik, qui revient sur le banc de la sélection après un passage réussi en 1976.